# Amphinemura hastata
Amphinemura hastata är en bäcksländeart som först beskrevs av Wu, C.F. 1973.  Amphinemura hastata ingår i släktet Amphinemura och familjen kryssbäcksländor. Inga underarter finns listade i Catalogue of Life.